# Campo de La Mina
El Campo de La Mina es un estadio de fútbol ubicado en el distrito de Carabanchel, al sur de Madrid, siendo el estadio más antiguo de la capital de España. Fue inaugurado en 1916, tiene una capacidad de 2000 espectadores y fue remodelado en 2022. En el estadio disputa sus partidos como local el Real Club Deportivo Carabanchel. Fue también el campo elegido para grabar varios episodios de la popular serie de televisión Los Serrano.

## Ubicación y acceso
El Campo de La Mina se encuentra en la calle Monseñor Óscar Romero número 39 en el distrito de Carabanchel. Se puede acceder a él por medio del Metro de Madrid, con la línea 5 en las estaciones de Eugenia de Montijo o Carabanchel. También se puede llegar mediante autobús de EMT, por las líneas 17, 34 y 35.

## Campo del Real Club Deportivo Carabanchel
El Real Club Deportivo Carabanchel es un equipo histórico de Madrid, fundado en 1906 y legalizada su fundación en 1916 (tercer equipo más antiguo de Madrid, después del Real Madrid y el Atlético de Madrid) que juega en el Campo de La Mina.

## Remodelación
El Ayuntamiento de Madrid en colaboración con la Junta Municipal de Carabanchel acometió las obras de reforma del campo, demoliendo las viejas instalaciones y reconstruyendo todas éstas, implantando además césped artificial.
Se reabrió el 10 de enero de 2010.
El estadio La Mina (denominado así por las corrientes de agua que existían en el subsuelo y que minaban o brotaban habitualmente) está cerca del casco histórico de Carabanchel Bajo, lindando con el popular polideportivo de La Mina. Con la remodelación tiene capacidad para 2000 espectadores y se le dotó de un nuevo graderío, nuevos vestuarios y un campo de juego de césped artificial que ha permitido fidelizar a los jugadores del equipo principal, así como atraer nuevos jugadores y equipos en categorías inferiores.

## Inauguración del estadio "La Mina"
Tras muchos problemas el 10 de enero de 2010 se inauguró su nuevo estadio de "La Mina" con hierba artificial con dos encuentros: el del primer equipo en la 15.ª jornada de liga del Grupo 4.º de Primera Regional ante el Sevilla la Nueva, partido que acabó con victoria de los visitantes por 1-2, y el encuentro por la inauguración entre los veteranos del Real Club Deportivo Carabanchel y un combinado de exfutbolistas con la presencia de Mijatović, Kiko, Alfonso y Pantić, entre otros muchos, y con el resultado final 5 - 2 para el combinado.